# Agrypon turgidulum
Agrypon turgidulum är en stekelart som först beskrevs av Kusigemati 1983.  Agrypon turgidulum ingår i släktet Agrypon och familjen brokparasitsteklar. Inga underarter finns listade i Catalogue of Life.